# クリステ
クリステ(Cristae)は、ミトコンドリア内膜の折り畳み構造である。クリステは、ミトコンドリア内膜の特徴的なひだ構造を形作り、化学反応が起こる表面積を広げ、好気呼吸を助けている。
クリステには、ATP合成酵素や様々なシトクロム等のタンパク質が鏤められている。

## クリステの電子伝達系
酵素によって、NADHは、NAD+とプロトン、電子に酸化される。FADH2もFAD、プロトン、電子にされる。これらの電子が内膜の電子伝達系を通って移動するとエネルギーが徐々に解放され、分裂したNADHやFADH2から内膜と外膜の膜間腔に水素イオンを汲み出し、電気化学勾配を作る。この電気化学勾配は、プロトン駆動力として知られる内膜内外の位置エネルギーを作り出す。結果として、化学浸透が起こり、ATPシンターゼが水素イオンの濃度勾配の位置エネルギーを利用して、ADPとリン酸からATPを生産する。水素イオンはATPシンターゼの作用により受動的にミトコンドリアマトリックス内に入り、後に水を再形成する。
電子伝達系は、適切な機能とATPの生成のために、定期的な電子の補給を必要とする。しかし、電子伝達系に入った電子は、一方通行の行き止まりの道を走る自動車のように停滞する。このような電子は、最終的には酸素分子に受け入れられ、ATPシンターゼによってマトリックスのいくつかの水素イオンと結合し、結果として2分子の水を生じる。電子を受け入れることで、電子伝達系の作用は継続する。
1分子のNADHからの電子は、電子伝達系を通して、ADPとリン酸から3分子のATPを生産でき、1分子のFADH2からは2分子のATPを生産できる。結果として、好気呼吸による10分子のNADHと2分子のFADH2からは、合計34分子のATPが生産される。これは、クエン酸回路と解糖系を組み合わせると、電子伝達系の効率は、解糖系単独の場合の効率3.5%に対して、約65%になることを意味する。

## 実用性
クリステは、上述の反応が起こる表面を大きく増やす。もしこれがなければ、内膜は回転楕円体の形で、反応速度は大きく低下していたはずである。従って、クリステはミトコンドリアの機能の効率を向上させている。
数学モデルによると、ミトコンドリア内のクリステの光学特性は、組織の中の光の伝搬に寄与していることが示唆された。